# 迪安娜·普莱斯
迪安娜·玛丽·普莱斯（英語：DeAnna Marie Price，1993年6月8日—）是一名主要参加链球的美国田径运动员。普莱斯的链球个人最好成绩是78.24米，该成绩是2019年美国室外田径锦标赛创下的美国纪录，排名女子链球历史第四名。